# Machairodontini
Machairodontini es una tribu extinta de felinos dientes de sable de la subfamilia Machairodontinae, que vivieron en Europa, Asia, África, Norteamérica y Suramérica desde el período Mioceno hasta el final del Pleistoceno viviendo desde hace 11.6 millones de años hasta hace 11.000 años.

## Taxonomía[2]
Machairodontini fue nombrada por Gill (1872) así como por de Beaumont (1964). Fue asignado a Machairodontinae por Berta y Galiano (1983).